# Psychotria venezuelensis
Psychotria venezuelensis är en måreväxtart som beskrevs av Julian Alfred Steyermark. Psychotria venezuelensis ingår i släktet Psychotria och familjen måreväxter. Inga underarter finns listade i Catalogue of Life.